# 渾天説
渾天説（こんてんせつ）は古代中国天文学における宇宙構造論の一つ。
渾天説では、天は鶏の卵殻のように球形であり、地は卵黄のようにその内部に位置し、天は大きく地は小さいとする。天の表面・裏面には水があり、天と地は気に支えられて定立し、水にのって運行している。天の半分は地上を覆い、半分は地下を囲んでいる。このため二十八宿は半分が見え、半分が隠れて見えない。天の両端には南極・北極の両極があり、天は極を軸として車のこしき（轂）のようにぐるぐる回転して端がない。天体はこの天に付随して日周運動をしている。
蓋天説はノーモンの観測にもとづいていたのに対して、渾天説は赤道環・地平環・子午環といった環を組み合わせて天体を観測する渾天儀と呼ばれる観測器にもとづいている。
はじめて渾天説を唱えたのは前漢の武帝の太初改暦を行った落下閎らであったという。水の下に天があるという説は当初は大きな攻撃を受けた。
ニーダムによれば渾天説は、古代ギリシアの学問でいえばエウドクソスが唱えたということになっている地球を中心とする天球の運動という概念に相当する:47-50